# Riskbaserad inspektion
Riskbaserad inspektion (RBI) är ett sätt att styra inspektionsinsatser till de objekt som betingar störst risk. Risken bedöms enligt följande uttryck: Risk = konsekvensen av ett fel multiplicerat med sannolikheten för att ett fel skall uppstå.